# Glück auf einer Skala von 1 bis 10
Glück auf einer Skala von 1 bis 10 (Originaltitel: Presque) ist ein französisch-schweizerischer Spielfilm aus dem Jahr 2021. Die beiden Hauptdarsteller Bernard Campan und Alexandre Jollien führten auch Regie und schrieben gemeinsam mit Hélène Grémillon das Drehbuch.

## Handlung
Igor Parat wurde mit einer Cerebralparese geboren und liefert als Fahrradkurier Biogemüse aus. In seiner Freizeit beschäftigt er sich mit Philosophie. Louis Caretti ist geschieden und als Bestatter tätig, das Unternehmen hatte er von seinem Vater übernommen. Eines Tages verursacht Louis mit seinem Leichenwagen einen Verkehrsunfall, bei dem Igor leicht verletzt wird. Er bringt ihn ins Krankenhaus, wo seine Wunden ambulant versorgt werden. 
Bald darauf stattet Igor Louis einen Besuch in seinem Unternehmen ab und probiert, wie es sich anfühlt in einem Sarg zu liegen. Nachdem alle anderen Mitarbeiter ausgelastet sind übernimmt Louis selbst eine Überführung für die Familie Lascaux von Lausanne nach Montpellier. Bei einer Raststation klopft es aus dem Kofferraum des Leichenwagens und Louis entdeckt, dass Igor heimlich im Kofferraum mitgefahren ist. Als Erklärung gibt er an, ein metaphysisches Experiment zu machen, weil Platon sagte, Philosophieren bedeute, sich im Sterben zu üben.
Auf der Raststation lernen sie Cathy kennen, die Igor mit dem Kaffeeautomaten behilflich ist und dadurch ihre Mitfahrgelegenheit verliert. Nach Fürsprache von Igor nimmt Louis Cathy ebenfalls im Leichenwagen Richtung Montpellier mit, obwohl er angibt, keine Personen befördern zu dürfen. Madeleine, die Tote im Sarg, war an einem Herzinfarkt verstorben, außerdem transportiert Louis die Urne ihres bereits vor Längerem im Alter von 17 Jahren verstorbenen Sohnes Cédric Lascaux. Auf der Reise philosophieren Igor, Cathy und Louis über das Leben und den Tod.
Nach der Ankunft setzen Louis und Igor Cathy ab und checken im Hotel mit zwei Zimmern und einer Verbindungstür ein. Am Abend fährt Igor zu Cathy, die mit der Braut Bérengère und den Freundinnen Caro, Natasha und Patricia Junggesellinnenabschied feiert. Louis bestellt sich währenddessen die Prostituierte Elsa auf sein Zimmer. Um sich die Wartezeit bis zu ihrer Ankunft zu vertreiben, leistet er Igor auf der Party Gesellschaft. Nachdem die alkoholisierten Mädchen eine Spritztour mit seinem Leichenwagen unternehmen, kehrt der wütende Louis mit Igor ins Hotel zurück, wo Elsa auf ihn wartet. Er gibt ihr ohne Gegenleistung ihr Geld, weil er bereits zu alkoholisiert sei. Stattdessen haben Elsa und Igor Sex.
Nachdem sich Igors Mutter mittlerweile Sorgen um ihren Sohn macht, sucht sie das Bestattungsunternehmen auf, wo sie auf Nicole, die Assistentin von Louis trifft. Die beiden machen sich ebenfalls auf den Weg nach Montpellier. Auf dem Weg zur Trauerfeier werden Louis und Igor von einer Polizeistreife angehalten, weil Louis eine rote Ampel übersehen hat. Gegenüber der Polizei behauptet Igor, dass er dringend auf das Begräbnis seiner Mutter müsste. Die Polizisten lassen die beiden daher ungestraft weiterfahren.
Unmittelbar vor der Trauerfeier trifft Louis auf Judith, die Tochter der Verstorbenen Madeleine, die mit ihrer Mutter zerstritten war. Als letzten Wunsch wollte die Verstorbene ein Bluse angezogen bekommen, die ihr ihre Tochter zum Geburtstag geschenkt hatte. Nachdem aus der Familie der Verstorbenen auf der Trauerfeier niemand sprechen möchte, halten Louis und Igor jeweils eine Rede. Louis entschuldigt sich bei Judith, weil der 17-jährige Cédric damals mit dem Fahrzeug von Louis tödlich verunglückt ist und er es nicht verhindert hatte.
Judith und Louis verstreuen die Asche von Cédric und  Madeleine gemeinsam im See. Auf dem Totenmahl treffen Louis und Igor auf Nicole und Igors Mutter, die sich Sorgen um die beiden gemacht hatten. Louis und Igor fahren mit dem Leichenwagen davon und gehen in einem See nackt schwimmen.

## Besetzung und Synchronisation
Die deutschsprachige Synchronisation übernahm die Eclair Studios Germany GmbH. Dialogregie führte Pierre Peters-Arnolds, der auch das Dialogbuch schrieb.
| Rolle                | Darsteller         | Synchronsprecher       |
| -------------------- | ------------------ | ---------------------- |
| Louis Caretti        | Bernard Campan     | Michael Lott           |
| Igor Parat           | Alexandre Jollien  | Jonas Lauenstein       |
| Cathy                | Tiphaine Daviot    | Ronja Peters           |
| Caroline             | Anne-Valérie Payet | Amelie Plaas-Link      |
| Igors Mutter         | La Castou          | Katharina Lopinski     |
| Judith               | Marilyne Canto     | Marion Musiol          |
| Elsa, Prostituierte  | Marie Benati       | Alice Bauer            |
| Bérengère            | Marie Petiot       | Katharina Schwarzmaier |
| Krematoriumsarbeiter | Julian Catrix      | Timo Weisschnur        |
| Natasha              | Sofiia Manousha    | Lina Rabea Mohr        |
| Nicole               | Julie-Anne Roth    | Marie Bierstedt        |
| Patricia             | Laëtitia Eïdo      | Gabrielle Pietermann   |
| Polizist             | Cedric Zimmerlin   | Dennis Herrmann        |

## Produktion und Hintergrund
Der Film wurde von Pan Européenne, France 3 Cinéma, Apollo Films, ABS Productions sowie der Schweizer Les Productions JMH produziert, beteiligt war Radio Télévision Suisse, als Produzenten fungierten Philippe Godeau, Nathalie Gastaldo-Godeau und Matthieu Henchoz. Den Vertrieb übernahm in Deutschland die X Verleih und in Österreich Filmladen.
Die Dreharbeiten fanden unter anderem im französischen Département Hérault am Lac du Salagou, in Pézenas und Montpellier sowie im Schweizer Kanton Waadt ab Anfang 2020 statt und wurden durch die COVID-19-Pandemie unterbrochen. Die Kamera führte Christophe Offenstein, die Musik schrieb Niklas Paschburg, die Montage verantwortete Annette Dutertre. Das Szenenbild gestaltete Anne-Carmen Vuilleumier und das Kostümbild Camille Rabineau.
Schauspieler Bernard Campan sah Alexandre Jollien in einer TV-Sendung, in der er über die Lehre des Diogenes sprach. Jollien wurde mit einer zerebralen Lähmung geboren. Ursprünglich planten Jollien und Campan, einen Dokumentarfilm über Jollien zu drehen, der als Philosoph und Autor tätig ist.

## Veröffentlichung
Am 25. August 2021 wurde der Film am Festival du film francophone d’Angoulême gezeigt.
In Frankreich kam der Film im Januar 2022 in die Kinos, der deutsche Kinostart war am 2. Juni 2022.

## Rezeption
Am 4. Juli 2025 waren 3 von 5 bei Rotten Tomatoes aufgeführten Kritiken positiv.
Helena Berg vergab auf filmstarts.de 3,5 von 5 Sternen und bezeichnete die Produktion als ruhigen, stimmungsvollen, feinfühligen Film, der Vorurteile abbaue und neue Lebenswelten erschließe. Ohne viel Dramatik gehe es darum, was das Leben lebenswert macht, nämlich Veränderung und Freundschaft. Zumindest die Szene bei der Polizeikontrolle sei von Ziemlich beste Freunde abgekupfert.
Peter Gutting bewertete den Film auf film-rezensionen.de mit sieben von zehn Punkten. Die Erzählung von der ebenso ungewöhnlichen wie wunderbaren Freundschaft zwischen einem behinderten Fahrradkurier und einem verbiesterten Bestattungsunternehmer sei vor allem deshalb berührend, weil hier nur die Story ausgedacht ist, aber nicht das Schicksal, das dahinter steht. Auch er sah sich an Ziemlich beste Freunde erinnert.
Filmdienst.de (4 von 5 Sterne) schrieb, dass der charmante und anspruchsvolle Film auch um die Frage kreise, was Glück und ein erfülltes Leben ausmachten, und auch in den Nebenepisoden überzeuge.
tvspielfilm.de urteilte: „Humorvolles Buddy-Movie mit philosophischem Überbau“. Campan und Jollien gelang ein unterhaltsamer, aber auch feinfühliger Spaß mit viel Humor, der allerdings in manchen Szenen vielleicht etwas mehr in die Tiefe hätte gehen können.

## Auszeichnungen und Nominierungen
Solothurner Filmtage 2022
- Auszeichnung mit dem Prix du Public – Publikumspreis[15]